# Sally Rand
Sally Rand (nascida Helen Gould Beck; Elkton, 3 de abril de 1904  – Glendora, 31 de agosto de 1979) foi uma dançarina, vedete e atriz americana burlesca, mais conhecida por sua dança com penas de avestruz e dança de bolhas de balão. Ela também se apresentou sob o nome de Billie Beck. 

## Biografia
Rand nasceu na vila de Elkton, no Condado de Hickory, Missouri. Seu pai, William Beck, era formado em West Point e coronel aposentado do Exército dos Estados Unidos, enquanto sua mãe, Nettie (Grove) Beck, era professora e correspondente de jornal em período parcial. A família se mudou para o condado de Jackson, Missouri, enquanto ela ainda estava na escola.
Helen começou no palco bem cedo, trabalhando como coro no Empress Theatre de Kansas City quando tinha apenas 13 anos. Um dos primeiros defensores de seu talento foi Goodman Ace, crítico de teatro do Kansas City Journal, que a viu se apresentando em uma boate de Kansas City e escreveu críticas brilhantes. Depois de estudar balé e teatro em Kansas City, a adolescente Helen decidiu que seu futuro estava em Hollywood. Por um curto período de tempo, enquanto seguia para a costa oeste, foi empregada como acrobata no Circo dos Irmãos Ringling. Ela também se apresentou no verão e no teatro itinerante, inclusive trabalhando com o então desconhecido Humphrey Bogart.

## Carreira
Durante a década de 1920, ela atuou no palco e apareceu em filmes mudos. Cecil B. DeMille deu a ela o nome Sally Rand, inspirado em um atlas de Rand McNally. Ela foi selecionada como uma das WAMPAS Baby Stars (campanha  promocional patrocinada pela Associação Ocidental de Anunciantes de Cinema dos Estados Unidos, que homenageia jovens atrizes a cada ano, que ela acredita estar no limiar do estrelato do cinema) em 1927. 
Após a introdução de filmes sonoros, tornou-se dançarina, conhecida pelo dance fan, que popularizou a partir do Paramount Club, 15 E. Huron, em Chicago. Sua aparição mais famosa foi na Feira Mundial de Chicago de 1933, conhecida como Century of Progress, acompanhada por sua orquestra de apoio, dirigida por Art Frasik. Ela brincava de esconde-esconde com seu corpo, manipulando seus fãs na frente e atrás dela, como um pássaro alado enquanto ela voava e girava no palco, geralmente para "Clair de Lune". Ela foi presa quatro vezes em um único dia durante a feira devido à exposição indecente percebida após uma performance de fan dance e enquanto andava a cavalo pelas ruas de Chicago, onde a nudez era apenas uma ilusão e novamente depois de ter o corpo pinto por Max Factor Sr. com sua nova maquiagem formulada para filmes de Hollywood. Ela também concebeu e desenvolveu a dança da bolha, em parte para lidar com o vento enquanto se apresentava ao ar livre. Ela realizou a fan dance no filme Bolero, lançado em 1934. Ela apresentou a dança da bolha no filme Sunset Murder Case (1938), disponível para assistir no YouTube. 
Em 1936, ela comprou o salão burlesco The Music Box em San Francisco, que mais tarde se tornaria o <i>Great American Music Hall</i>. Ela estrelou "Nude Ranch de Sally Rand" na Exposição Internacional Golden Gate em San Francisco em 1939 e 1940.
No início dos anos 40, Rand fez ações de verão em Woodstock, Nova York. Ela assinou contrato para estrelar Rain e Little Foxes, cujo elenco também incluía Karl Malden. Ele se lembrou de estar estressado que ela não estava preparada e parecia se importar mais com suas roupas do que aprender suas falas, que ele admitiu serem deslumbrantes, a ponto de esquecer suas próprias falas durante uma apresentação. "Seus dias burlescos estavam escritos por toda ela, especialmente em seus hábitos de higiene", escreveu Malden em suas memórias. “Pode-se presumir que ela raramente se banha, e os universitários que limparam os quartos da casa de brincar confirmaram que a banheira nunca foi usada. Em vez disso, ela apenas se encheu de perfume e limpou a maquiagem, camada após camada, até que começou a endurecer e se separar para que você pudesse ver a acumulação de sujeira nos vincos ao redor do pescoço. ” 
Ela foi presa duas vezes em São Francisco em 1946; enquanto se apresentava no Club Savoy, ela foi presa por seis policiais na plateia enquanto dançava, aparentemente nua, em silhueta atrás de um grande leque branco; o juiz Daniel R. Shoemaker concedeu sua imunidade caso ela fosse presa pela mesma ofensa durante o julgamento; no entanto, ela foi presa durante uma noite do julgamento enquanto realizava seu ato, apesar de sua imunidade e do fato de estar usando roupas íntimas longas e uma nota que dizia "CENSURADO. SFPD" naquela época. Em um movimento incomum, a juíza viu sua atuação no Savoy e afastou-a de todas as acusações depois de considerar que "qualquer pessoa que pudesse encontrar algo obsceno sobre a dança como ela a apresenta deve ter uma ideia perversa de moral".
No início dos anos 50, ela estava viajando com uma tropa de 17 membros no meio-oeste, aparecendo em feiras estaduais e pequenos teatros. Edith Dahl acompanhou o famoso baile de fãs da Srta. Rand, o final do show, no violino e "contou algumas piadas". Segundo relatos de jornais locais, os grandes fãs de penas brancas da Srta. Rand agiam como "um guarda para impedir que a mãe natureza aparecesse". "Piadas obscenas" eram no mínimo durante a tarde". O passeio foi por Oklahoma e Texas e depois para o oeste em direção a Washington antes de retornar ao leste. Ela se recusou a divulgar sua idade a repórteres na época, mas era conhecido por estar chegando aos 50 anos.
Ela apareceu na televisão em 12 de março de 1957, no episódio 13 da primeira temporada de To Tell the Truth, com o apresentador Bud Collyer e os painelistas Polly Bergen, Ralph Bellamy, Kitty Carlisle e Carl Reiner. Ela não "citou o painel", mas foi corretamente identificada pelos quatro painelistas (ela foi apresentada como Helen Beck, seu nome de nascimento). 
Ela continuou a aparecer no palco fazendo sua dança de fãs nos anos 70. Rand uma vez substituiu Ann Corio no show This Is Burlesque, apareceu no clube Mitchell Brothers em San Francisco no início dos anos 70 e fez uma turnê como uma das estrelas da revista nostálgica de 1972 "Big Show of 1928", que tocou grandes concertos locais, incluindo o Madison Square Garden de Nova York. Descrevendo sua carreira de 40 anos, Rand disse: "Não saio do trabalho desde o dia em que tirei minhas calças".

## Morte
Rand morreu em 31 de agosto de 1979, no Hospital Presbiteriano Foothill, em Glendora, Califórnia, aos 75 anos, de insuficiência cardíaca congestiva. Ela estava profundamente endividada quando de sua morte. O filho adotivo de Rand disse a um entrevistador que Sammy Davis Jr. entrou e assinou um cheque de US$ 10.000 que cuidava das despesas de Rand.

## Na cultura popular
- No desenho animado de Tex Avery, Hollywood Steps Out (1941), Rand executa sua famosa dança da bolha no palco para uma multidão. Uma caricatura sorridente de Peter Lorre na primeira fila comenta: "Não vejo uma bolha tão bonita desde criança". A dança continua até que a bolha é repentinamente estourada por Harpo Marx e seu estilingue, com uma Rand surpresa (sua nudez coberta por um barril de madeira bem colocado) reagindo com choque. Rand é referida como "Sally Strand" aqui. Mais perto do início do desenho animado, uma garota da chapelaria diz "Boa noite, senhorita Rand", quando vemos a mão de uma mulher oferecer a ela um conjunto de leques de penas para guardar.
- Ela era a modelo de vários personagens das histórias de ficção científica de Robert A. Heinlein, como o personagem de Mary-Lou Martin de "Let There Be Light". Ela também foi convidada de Robert e Virginia Heinlein na 34ª Convenção Mundial de Ficção Científica de 1976, realizada em Kansas City, Missouri, onde Robert Heinlein foi o Convidado de Honra; naquele Worldcon, ela atuou como juíza no concurso de fantasias da convenção. Ela também foi incluída no livro final de Heinlein, To Sail Beyond The Sunset, como amiga do personagem principal, Maureen Johnson Long, mãe do personagem Lazarus Long.
- No livro de 1979, The Right Stuff, o autor Tom Wolfe descreveu Sally Rand como dançarina de fã dos primeiros astronautas americanos e outros dignitários no churrasco em Houston comemorando o centro espacial, e se referiu aos astronautas observando os "antigos quadris" dessa mulher de sessenta anos.[26] Na versão cinematográfica de 1983 de The Right Stuff, Rand foi interpretado pela atriz Peggy Davis.
- Uma versão fictícia de Rand apareceu no projeto de cinema interativo Spectropia de Toni Dove, interpretado por Helen Pickett, do Wooster Group.
- No cartum de 1936 de Merrie Melodie, Page Miss Glory, uma matrona de proporções robustas apresenta uma paródia da dança de fãs de Rand.
- Na série de mistério "Nathan Heller" de Max Allan Collins, o detetive Heller conhece Rand.

## Filmografia parcial
- The Dressmaker from Paris (1925) - Mannequin (uncredited)
- Fifth Avenue Models (1925) - Mannequin / Dancer (uncredited)
- The Texas Bearcat (1925) - Jean Crawford
- The Road to Yesterday (1925) - Party Guest (uncredited)
- Braveheart (1925) - Sally Vernon
- Bachelor Brides (1926) - Maid
- Sunny Side Up (1926) - A Dancer
- Gigolo (1926) - Tourist Girl in Paris
- Man Bait (1927) - Nancy
- The Night of Love (1927) - Gypsy Dancer
- Getting Gertie's Garter (1927) - Teddy Desmond
- The Yankee Clipper (1927) - Wing Toy (uncredited)
- The King of Kings (1927) - Mary Magdalene's Slave (uncredited)
- His Dog (1927) - Marian Gault
- The Fighting Eagle (1927) - Fräulein Hertz
- Galloping Fury (1927) - Dorothy Shelton
- Heroes in Blue (1927) - Anne Dugan
- A Woman Against the World (1928) - Maysie Bell
- Crashing Through (1928) - Rita Bayne
- Nameless Men (1928)
- A Girl in Every Port (1928) - Girl in Bombay (uncredited)
- The Czarina's Secret (1928, Short)
- Golf Widows (1928) - Mary Ward
- Black Feather (1928)
- The Sign of the Cross (1932) - Crocodiles' Victim (uncredited)
- Hotel Variety (1933)
- Bolero (1934) - Annette
- The Big Show (1936) - State Fair Performer
- Sunset Murder Case (1938) - Kathy O'Connor